# Alice Stebbins Wells
Alice Stebbins Wells (13. července 1873 Manhattan – 17. srpna 1957 Los Angeles) byla jednou z prvních Američanek, které se staly policistkami. V roce 1910 byla přijata k policejnímu sboru v Los Angeles (LAPD). Po nástupu do služby byla povinna ušít si vlastní policejní uniformu. Ačkoli jí byly uděleny všechny pravomoci policisty, neměla právo nosit zbraň ani obušek. I přesto úspěšně vykonávala svou službu a stala se průkopnicí pro další ženy v bezpečnostních složkách.

## Životopis
Není mnoho známo o jejím dětství. Alice vystudovala Oberlin College a Hartfordský teologický seminář, kde na základě studie, kterou provedla, dospěla k závěru, že je velká potřeba policistek. V Kansasu pracovala během studia jako farářka a sociální pracovnice. Byla členkou Ženské křesťanské unie pro prohibici. V letech 1903–1906 byla farářkou v Perry v Oklahomě. Spolu s manželem Frankem Wellsem se přestěhovala do Los Angeles, kde lobovala za začlenění žen do policejního sboru. V té době byly ženy u policie zaměstnány převážně jako vychovatelky v ústavech pro ženy a mladistvé. 
V roce 1909 podala starostovi Los Angeles petici se sto podpisy, kterou žádala o jmenování do policejního sboru Los Angeles. Petice byla úspěšná a Alice Wells byla jmenována policistkou LAPD. Přísahu složila 12. září 1910 a stala se tak první Američankou s plnohodnotnou policejní pravomocí. Byla vybavena klíčem od telefonní budky, příručkou policejních pravidel, návodem na první pomoc a odznakem. Uniformu si musela ušít sama. Jednalo se o šaty a sako dlouhé až na zem v barvě khaki (reprodukce se nachází v muzeu LAPD). Ačkoli mohla využívat všech pravomocí policisty, neměla právo užívat služební zbraň ani obušek. Poté co byla obviněna, že zneužívá policejní odznak svého manžela, aby se mohla vozit zadarmo hromadnou dopravou (což byla výsada policistů), nechala losangeleská policie vytvořit zcela nový odznak pro policistky, první svého druhu v Americe. Alice Wells byl udělen odznak policistky s číslem 1. Zpočátku se také nevědělo jak Alice oslovovat. Dostávala tituly jako „první ženský policista”, „officeress” nebo „officerette”, až se nakonec ustálil titul „policewoman” (policistka). Také dostávala menší plat než její mužští kolegové. Deník Los Angeles Herald napsal: „Její plat není stejně vysoký jako plat policistů, měsíčně obdrží 75 dolarů zatímco policisté obdrží 102 dolarů. Bude se však muset podřídit předpisům oddělení stejně jako ostatní členové jednotky.”
Její činnost byla zpočátku omezena na všední úkoly jako hlídání veřejných prostorů jako byly kluziště, kina a taneční sály. Byla přidělena ke spolupráci s prvním mladistvým policistou losangeleské policie Leo W. Mardenen. Brzy zjistila, že je třeba upravit některé služby, aby lépe sloužily ženám v komunitě, proto aby se cítily více komfortně, když se obrátí na policii. Záhy se stala předmětem příkazu vydaného policejním sborem, který stanovil, že mladé ženy mohou nyní vyslýchat pouze policistky. Alice také pomohla založit kancelář pro ženy potřebující pomoc, kancelář pohřešovaných osob pro ženy a děti a s pomocí kurátorky Minnie Barton vytvořila bezpečný domov pro propuštěné vězeňkyně. Později napomohla také založení alternativního „domu na půl cesty” pro nápravu mladých delikventů namísto jejich posílání do vězení. Domov „Minnie Barton” se nakonec stal součástí Dětského institutu pro Los Angeles.  
Dva roky po nástupu Alice Wells k policii, složily přísahu další dvě policistky a tři dozorkyně, přičemž všechny podléhaly civilní službě. Šestnáct dalších měst a několik zahraničních zemí najalo policistky jako přímý důsledek jejích aktivit. Devět let po nástupu Alice, přijala losangeleská policie čtyři další bílé policistky. Přísahu složila také Georgia Ann Robinson, první afroamerická policistka přijatá losangeleskou policií.  
Přijetí Alice Wells do policejního sboru vzbudilo celonárodní pozornost. V roce 1914 o ní byl natočen životopisný film s názvem The Policewoman (Policistka), v roce 1918 byl na Kalifornské univerzitě vytvořen první kurz věnovaný práci policistek. 
Alice i po přijetí do služby nadále pokračovala v úsilí o začlenění žen do policejních složek. V roce 1915 založila Mezinárodní policejní asociaci žen (International Association of Policewomen). Také cestovala a přednášela na policejních odděleních a pro veřejnost, přičemž tvrdila, že více policistek povede k bezpečnějším ulicím, zlepšení sociálních podmínek a celkovému zvýšení blahobytu ve městech. Do poloviny 20. let 20. století najalo ženy policistky více než tucet dalších amerických měst. V roce 1925 zorganizovala Sdružení losangeleských policistek a v roce 1928 založila Sdružení kalifornských policistek v San Bernardinu. V roce 1934 byla jmenována oficiální historičkou losangeleského policejního oddělení. Po 30 letech policejní práce odešla v roce 1940 do důchodu, ale nadále přednášela o potřebě většího počtu žen v policejních složkách.
Díky jejímu úsilí v obhajobě práv žen a dětí bylo po přijetí zákona o rovných příležitostech v zaměstnání v roce 1972 přijato více žen, které se ujaly policejní práce v komunitách. Částečně také proto, že se věřilo, že policistky dokážou lépe řešit potenciálně násilné situace než policisté.   
Zemřela v roce 1957. Jejího pohřbu se zúčastnili vysocí důstojníci losangeleské policie a desetičlenná čestná stráž složená z policistek.